# Obligación de dar

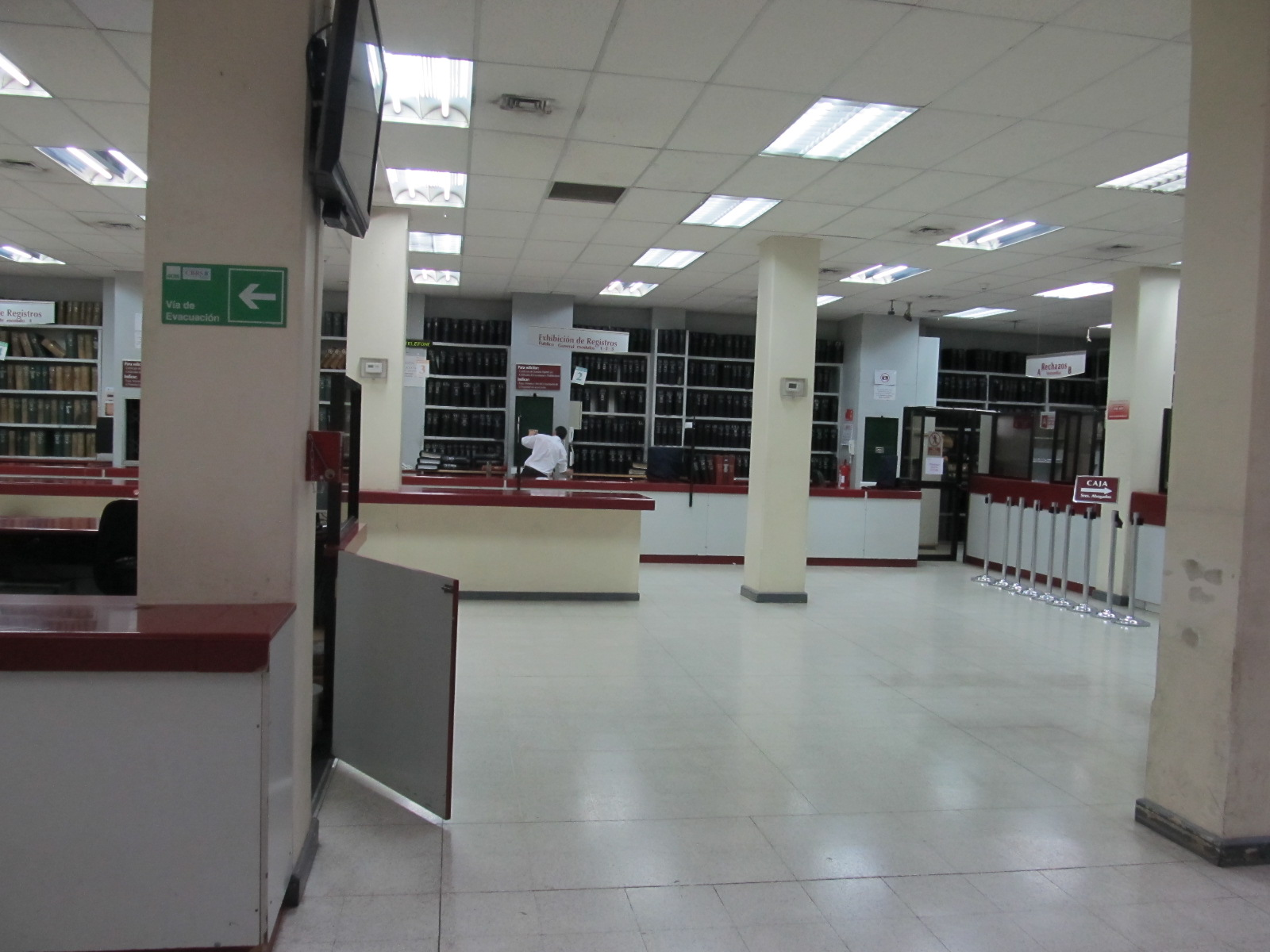
Dependencias del
Conservador de Bienes Raíces de Santiago de Chile, lugar donde se realiza la transferencia del dominio de inmuebles, clásica obligación de dar

Obligación de dar es en derecho, aquella obligación jurídica en que las partes transfieren el dominio o la mera tenencia de una cosa, o constituyen un derecho real sobre ella.
En algunos países como Chile, esta definición resulta de una combinación entre la definición legal y los aportes de la doctrina, pero en otras naciones la definición es exacta, por ejemplo en Argentina, cuyo artículo 724 del Código Civil establece que «La obligación de dar, es la que tiene por objeto la entrega de una cosa, mueble o inmueble, con el fin de constituir sobre ella derechos reales, o de transferir solamente el uso o la tenencia, o de restituirla a su dueño».[cita requerida]

## Origen
Tal como explica el célebre tratadista Arturo Alessandri, la expresión «dar» en la ciencia del Derecho no se refiere a la acepción que vulgarmente se le da, como sinónimo de regalar o donar una cosa, sino al sentido jurídico que le dieron los romanos: «dar» del latín «dare», es decir, la obligación que se le impone al deudor de transferir el dominio de la cosa.

## Características

### La obligación de dar contiene la de entregar
Los romanos distinguían claramente cuatro categorías de obligaciones:
«dare», «prestare», «facere» y «non facere» (dar, prestar, hacer y no hacer). La obligación «prestare» implicaba entregar el uso de una cosa, mas no el dominio de ella o la constitución de algún otro derecho real. Por ejemplo, en el contrato de arrendamiento no nace para el arrendador la obligación de transferir la cosa que arrienda, sino sólo una obligación de entregarla al arrendatario, para que la use y goce según el contrato.
En muchas legislaciones la obligación de entregar va inmersa en la obligación de dar, por así disponerlo la ley:[cita requerida]
- España: Art. 1097 Código Civil
- México: Art. 2013 Código Civil
- Argentina: Art. 574 Código Civil
- Chile: Art. 1548 Código Civil
- Colombia: Art. 1605 Código Civil
- Perú: Art. 1134 Código Civil
- Venezuela: Art. 1265 Código Civil

Por ejemplo, el artículo  1548 del Código Civil chileno prescribe: «La obligación de dar contiene la de entregar la cosa…», o sea, que en las obligaciones de dar van envueltas las obligaciones de entregar, porque simplemente la ley así lo dice, aunque doctrinariamente ambas obligaciones son distintas.[cita requerida]
En las obligaciones de entregar el deudor no se obliga a transferir el dominio de la cosa ni a constituir un derecho real en favor de ella, sino que sólo se obliga a colocar esa cosa en poder del acreedor; obligándose a entregar sólo su mera tenencia. Por ello en la compraventa nace para el vendedor la obligación de transferir la cosa (genuina obligación de dar).[cita requerida]

### La obligación de dar contiene la de conservar
Las obligaciones de dar llevan consigo la obligación de conservar la cosa, de modo que es de cargo y responsabilidad del deudor la conservación de la cosa hasta su entrega, lo que no sólo implica mantener materialmente la cosa, sino además hacerse responsable por la suerte que corra la cosa hasta su entrega, como los deterioros que sufra, los gastos de mantención o incluso responder hasta del caso fortuito de que padezca la cosa si el deudor estaba constituido en mora. Por ejemplo, el artículo 1265 del Código Civil de Venezuela prescribe: «La obligación de dar lleva consigo la de entregar la cosa y conservarla hasta la entrega».[cita requerida]
La obligación de conservar la cosa procede sólo en las obligaciones de dar una especie o cuerpo cierto. Por ejemplo, el artículo 1548 del Código Civil chileno y 1605 del Código Civil colombiano prescriben: «La obligación de dar contiene la de entregar la cosa; y si ésta es una especie o cuerpo cierto, contiene además la de conservarlo hasta la entrega».[cita requerida]

### La obligación de dar contiene la de restituir
Pocas legislaciones incorporan la obligación de restituir de manera expresa dentro de las obligaciones de dar. Una de ellas es el artículo 574 del Código Civil argentino, el cual prescribe: «La obligación de dar, es la que tiene por objeto la entrega de una cosa, mueble o inmueble, con el fin de constituir sobre ella derechos reales, o de transferir solamente el uso o la tenencia, o de restituirla a su dueño». En el resto de los ordenamientos jurídicos ha sido la doctrina y la jurisprudencia las encargadas de hacer comprender la obligación de restituir dentro de las obligaciones de dar.[cita requerida]
La obligación de restituir normalmente surge por dos vías. En primer lugar, la restitución propia corresponde a la contraprestación que surge del agotamiento de los contratos con obligación de entregar, es decir, en que se traspasa únicamente la mera tenencia de la cosa, como el arrendamiento, comodato o depósito, donde una vez acabado su uso debe devolverse a su titular.[cita requerida]
En segundo término, también existe la restitución impropia, que surge como consecuencia del efecto restitutorio del cuasicontrato de pago de lo no debido. En efecto, cada vez que una sentencia declare la obligación de restitución por aplicación de nulidad, prestaciones mutuas, imprevisión, lesión enorme, cláusula penal enorme o acción de reembolso, el deudor está obligado a devolver, porque si no lo hace se produce el denominado enriquecimento sin causa.

## Clases

### Obligación específica o de dar una especie o cosa o cuerpo cierto
Es aquella en que se debe determinadamente un individuo de una clase o género determinado. Su importancia radica en que el deudor cumple esta obligación entregando la especie debida y no otra, a diferencia de la obligación de género, en que el deudor cumple entregando cualquier individuo, con tal que sea de una calidad a lo menos mediana. Del mismo modo resulta importante porque engendra la obligación de conservar, no así la obligación de género. Por último, también se distinguen de las obligaciones de género porque se extinguen por el modo pérdida de la cosa debida si la pérdida es fortuita.[cita requerida]

### Obligación genérica o de dar un género o cosa incierta
Es aquella en que se debe indeterminadamente un individuo de una clase o género determinado. Significa que el deudor cumple esta obligación entregando cualquier individuo, con tal que sea de una calidad a lo menos mediana. No engendra la obligación de conservar, porque el deudor puede entregar a su acreedor cualquier objeto dentro del género. Por último, también se distinguen de las obligaciones de especie porque las obligaciones de género no se extinguen si hay otras cosas para cumplir. De ahí el adagio: «el género no perece» (genus nunquam perit).[cita requerida]

## Ejemplos
Son obligaciones de dar la del vendedor de transferir el dominio de la cosa, la del comprador de pagar el precio, la del arrendador de conceder el goce de la cosa, la del arrendatario de pagar la renta, la de los socios de efectuar el aporte, la del mandante de remunerar al mandatario, la del comodatario de conservar la cosa, la del mutuario de restituir otras tantas cosas del mismo género y calidad, la del fiador de pagar al acreedor, la del deudor prendario, hipotecario y anticrético de pagar la deuda principal, la del censuario de pagar el canon, la del deudor de pagar la renta vitalicia, la del cargador de entregar las mercaderías en el transporte, la del cargador de pagar su importe, la del asegurado de pagar la prima y la del asegurador de indemnizar el siniestro.[cita requerida]

## Importancia y usos
- Para determinar la naturaleza de la acción[cita requerida]
- Para determinar el procedimiento ejecutivo aplicable[cita requerida]
- Para determinar el grado de culpabilidad del deudor[cita requerida]
- Para determinar desde cuándo el deudor está constituido en mora[cita requerida]